# Połaniec
Połaniec è un comune urbano-rurale polacco del distretto di Staszów, nel voivodato della Santacroce.
Ricopre una superficie di 74,92 km² e nel 2004 contava 11 979 abitanti.

## Amministrazione

### Gemellaggi
- Viggiano